# Edward Gordon Craig
Edward Gordon Craig, właściwie Henry Edward Gordon Godwin Werdell (ur. 16 stycznia 1872 w Stevenage, hr. Hertfordshire, zm. 29 lipca 1966 w Paryżu) – angielski reżyser, aktor teatralny, dekorator, scenograf, rysownik, teoretyk teatru.

## Życie
Henry Edward Gordon Godwin Werdell urodził się 16 stycznia 1872 roku w Stevenage w hrabstwie Hertfordshire, jako nieślubny syn architekta Edwarda Godwina i sławnej aktorki angielskiej, Ellen Terry. Gdy rodzice się rozeszli, Craig pozostał przy matce i jej kolejnych małżonkach, ten fakt przesądził o dalszym życiu poświęconym teatrowi. W wieku sześciu lat wystąpił pierwszy raz na deskach Court Theatre w Olivii W.G. Willsa. Od siedemnastego roku grywał już regularnie.
Na szersze wody wypłynął w roku 1903. Ellen Terry wynajęła na jeden sezon Imperial Theatre w Londynie i powierzyła synowi inscenizację Rycerzy północy Ibsena i Wiele hałasu o nic Williama Shakespeare’a. Opinie prasy były podzielone, opinia publiczności zaś jednoznaczna: teatr otwarty w połowie kwietnia, w czerwcu musiał zostać zamknięty. Od tej chwili zaczął się rozdźwięk między Craigiem a teatrem angielskim. Nowe projekty Craiga witało głuche milczenie.
Otrzymał natomiast zaproszenie z Niemiec. Zawdzięczał je hrabiemu Kesslerowi, wielkiemu mecenasowi sztuki, który będąc w Londynie zachwycił się dekoracjami Craiga. Podczas gdy Meiningeńczycy, a w Anglii Beerbohm-Tree, urządzali scenę jak oddział Muzeum Sztuki i Rzemiosł, gromadząc rekwizyty i przykładając wielką wagę do szczegółów, Craig użył do Rycerzy północy kotar jako tylnego planu i jedynie takich przedmiotów, które są niezbędne dla akcji, a w scenie kościelnej z Wiele hałasu o nic prócz kotar był tylko jeden silny promień światła słonecznego, padający na scenę tysiącem kolorów poprzez witraże niewidocznego okna. Kessler sprawił, że twórczością Craiga zainteresował się Otto Brahm, podówczas dyrektor Deutsches Theater w Berlinie, i zaproponował mu wystawienie Wenecji ocalonej Otway’a. Craig propozycję przyjął. W Niemczech poznał Isadorę Duncan. Nazywał ją pierwszą prawdziwą tancerką, jaką widział w życiu. Oczarowany jej sztuką, a zresztą i nią samą, w ciągu dwu lat towarzyszył Isadorze w jej tournée po Europie: Niemczech, Belgii, Holandii, Rosji, wreszcie Włoszech, gdzie osiadł na dłużej. Isadorze zawdzięczał z kolei spotkanie i współpracę z Eleonorą Duse i Konstantym Stanisławskim. Dla Duse zrobił dekoracje do Rosmersholmu, w MChAT-cie inscenizował Hamleta.
Aktywność Craiga w tych latach była ogromna. Organizował wystawy swych projektów scenograficznych, wydawał we Florencji własne czasopismo teatralne „The Mask”, tworzył ogromną liczbę projektów, sztychów, rysunków, a nade wszystko pisał. Opublikował poszerzoną wersję Sztuki teatru, potem trzecią książkę – Ku nowemu teatrowi (Towards a New Theatre, 1913), opatrzył wstępem katalog Międzynarodowej Wystawy Nowoczesnego Malarstwa Scenicznego w Warszawie. Po usilnych i długotrwałych staraniach udało mu się także założyć własną szkołę teatralną we Florencji. Istniała ona zaledwie rok i kilka miesięcy – wybuch pierwszej wojny światowej położył kres wielkim zamierzeniom Craiga.
Po wojnie sława jego zaczęła blednąć. Uwaga świata teatralnego zwraca się w kierunku Moskwy i Berlina, o Craigu słyszy się coraz rzadziej. Natomiast jego teorie z poprzedniego okresu zaczynają powoli owocować. Dotarły także do Polski.

## Poglądy/Teorie
Poglądy estetyczne Craiga określa negacja realizmu, fotografującego rzeczywistość zamiast przekazywania jej obrazu w sposób artystyczny, odsłaniającego brzydotę, którą dotąd zwykło się ukrywać. „Realizm polega jedynie na przedstawieniu, natomiast sztuka jest objawieniem” – pisze Craig w programie do Rosmersholmu w 1906 r. Chodzi nie o kopiowanie natury, ale o wykrycie zawartych w naturze symboli. Aktor winien usunąć się na drugi plan na rzecz ekspozycji idei. Zamiast troski o to, by dobrze wypaść w roli, winien się starać pokazać, jak piękna jest każda rzecz.
Przeznaczeniem teatru nie jest prezentacja obrazu doczesnego życia i jego niedostatków, lecz ma on zrodzić w nas tęsknotę do rzeczy, które nie są z tego świata. Craig darzy podziwem sztukę starożytnego Egiptu, niewzruszoność jej rzeźbiarzy. Zazdrości spokoju mędrcom Azji i Afryki, medytującym nad sprawami nadprzyrodzonymi, a tu, na ziemi, żyjącymi w zwolnionym rytmie, który jakby zapowiadał spokój śmierci. Słowu „życie”, zachwalanemu bez ustanku przez realistów, przeciwstawia słowo „śmierć”. Posuwa się aż do stwierdzenia: „Nieznany świat Wyobraźni nie jest niczym innym jak miejscem, gdzie przebywa śmierć”. Odczuwa nostalgię sztuki obrzędowej, przedstawiającej bogów albo bohaterów, lecz nie ludzi. Uważa, że pierwszą spośród wszystkich marionet był związany z obrzędami kultowymi posążek, przeznaczony przez Hindusów na wysławianie dzieła Stworzenia, następnie zaś ściągnięty na poziom obrazu człowieka. Życzyłby sobie powrotu tej sakralnej postaci na scenę Zachodu, marzy o nadmarionecie symbolizującej Bóstwo, zamyśla bowiem odrodzenie Rytuału na cześć Stworzenia.
W takim kontekście ciało aktora stanowi element nieczysty. Wystawianie ludzkiego ciała na pokaz nie odpowiada Craigowi, bierze więc jedynie pod uwagę twór będący tworem sztucznym. Stąd jego życzenie, by usunąć ze sceny aktora z krwi i kości, a na to miejsce wprowadzić konstrukcję „artystyczną”.
Postawiony przez Craiga problem składa się właściwie z trzech elementów: wykluczenie realizmu, reakcja przeciw miernocie niektórych aktorów, zadośćuczynienie metafizycznym założeniom sztuki.
Idee Craiga wywarły wpływ na twórczość Leona Schillera i Tadeusza Kantora.